# Saison 4 de Dynastie (1981)
Chronologie
Saison 3 Saison 5
Cet article présente le guide des épisodes de la quatrième saison de la série télévisée américaine Dynastie.

## Distribution

### Acteurs principaux
- John Forsythe (VF : Jean-Claude Michel) : Blake Carrington
- Linda Evans (VF : Annie Sinigalia) : Krystle Carrington
- Pamela Sue Martin (VF : Catherine Lafond) : Fallon Carrington
- Pamela Bellwood (VF : Joëlle Fossier) : Claudia Blaisdel Carrington (épisodes 3 à 27)
- John James (VF : Yves-Marie Maurin) : Jeff Colby
- Gordon Thomson (en) (VF : Patrick Poivey) : Adam Carrington
- Jack Coleman (VF : François Leccia) : Steven Carrington
- Kathleen Beller : Kirby Anders Colby
- Geoffrey Scott (acteur) (en) : Mark Jennings (épisodes 1 à 4, puis 6 à 25)
- Heather Locklear (VF : Séverine Morisot) : Sammy Jo Carrington (épisodes 4 à 6, puis 24 à 27)
- Deborah Adair (en) : Tracy Kendall (épisodes 7 à 26)
- Helmut Berger : Peter de Vilbis (épisodes 9 à 16, puis 18)
- Michael Nader (VF : Jean-Pierre Dorat) : Farnsworth « Dex » Dexter (épisodes 8 à 27)
- Lee Bergere : Joseph Anders (épisode 2)
- Diahann Carroll (VF : Julia Dancourt) : Dominique Deveraux Lloyd / Millie Cox (épisodes 26 et 27)
- Joan Collins (VF : Michèle Bardollet) : Alexis Carrington Colby

### Acteurs invités
- Peter Mark Richman : Andrew Laird (épisodes 3 à 7, puis 12, 13, 21 et 26)
- Grant Goodeve : Chris Deegan (épisodes 3 à 6)
- John Saxon : Rashid Ahmed (épisodes 20 à 22)
- Gerald Ford : lui-même (épisode 11)
- Bette Ford : elle-même (épisode 11)

## Épisodes

### Épisode 1:L'Arrestation
- États-Unis : 28 septembre 1983
- Québec : 31 mars 1986 sur TVA

- David Ackroyd (Lieutenant Fred Merrill)
- Robert Symonds (Dr Edwards)
- Paul Keenan (Tony Driscoll)
- Virginia Hawkins (Jeannette Robins)

### Épisode 2:Le Bungalow
- États-Unis : 5 octobre 1983
- Québec : 7 avril 1986

- David Ackroyd (Lieutenant Fred Merrill)
- Hank Brandt (Morgan Hess)
- Paul Burke (Neal McVane)
- Paul Keenan (Tony Driscoll)
- Virginia Hawkins (Jeannette Robins)

### Épisode 3:La Lettre posthume
- États-Unis : 19 octobre 1983
- Québec : 14 avril 1986

- Peter Mark Richman (Andrew Laird)
- Grant Goodeve (Chris Deegan)
- David Ackroyd (Lieutenant Fred Merrill)
- William Beckley (Gerard)
- Virginia Hawkins (Jeannette Robins)
- Betty Harford (Hilda Gunnerson)

### Épisode 4:L'Audience (1repartie)
- États-Unis : 26 octobre 1983
- Québec : 21 avril 1986

- Peter Mark Richman (Andrew Laird)
- Milton Selzer (Mr. Melman)
- John Randolph (Juge Henry Kendall)
- Grant Goodeve (Chris Deegan)
- Neva Patterson (Mrs. Pommeroy)
- Virginia Hawkins (Jeannette Robins)

### Épisode 5:L'Audience (2epartie)
- États-Unis : 2 novembre 1983
- Québec : 28 avril 1986

- Peter Mark Richman (Andrew Laird)
- John Randolph (Juge Henry Kendall)
- Grant Goodeve (Chris Deegan)

### Épisode 6:Tendres Amitiés
- États-Unis : 9 novembre 1983
- Québec : 5 mai 1986

- Peter Mark Richman (Andrew Laird)
- Royce Applegate (Jud Barrows)
- John Randolph (Juge Henry Kendall)
- Grant Goodeve (Chris Deegan)
- Steve Doubet (un journaliste)
- Janet Brandt (Mrs. Gordon)

### Épisode 7:Tracy
- États-Unis : 16 novembre 1983
- Québec : 12 mai 1986

- Peter Mark Richman (Andrew Laird)
- Peter White (Bill Rockwell)
- Greta Blackburn (Shelley)
- Sally Kemp (Marcia)
- Doug McGrath (un vendeur)

### Épisode 8:Dexter
- États-Unis : 23 novembre 1983
- Québec : 19 mai 1986

- Robert Symonds (Dr Edwards)
- Sally Kemp (Marcia)
- William Beckley (Gerard)

### Épisode 9:Peter de Vilbis
- États-Unis : 30 novembre 1983
- Québec : 1er septembre 1986

- Jon Cypher (Dirk Maurier)
- Don Eitner (Dr Richard Winfield)
- Ivan Bonar (Ed McFadden)
- William Beckley (Gerard)

### Épisode 10:Les Grandes Déclarations
- États-Unis : 7 décembre 1983
- Québec : 1er septembre 1986

- John J. York (un ouvrier)

### Épisode 11:Carrousel
- États-Unis : 21 décembre 1983
- Québec : 8 septembre 1986

- Paul Burke (Neal McVane)
- Marvin Davis (lui-même)
- Barbara Davis (elle-même)
- Nancy Zarif (elle-même)
- Gerald Ford (lui-même)
- Betty Ford (elle-même)
- Henry Kissinger (lui-même)
- William Beckley (Gerard)

### Épisode 12:Enfin heureux
- États-Unis : 28 décembre 1983
- Québec : 15 septembre 1986

- Peter Mark Richman (Andrew Laird)
- Liam Sullivan (le pasteur)
- Peter Duchin (lui-même)
- Virginia Hawkins (Jeannette Robins)
- Betty Harford (Hilda Gunnerson)
- William Beckley (Gerard)

### Épisode 13:La Loi, c'est la loi
- États-Unis : 4 janvier 1984
- Québec : 29 septembre 1986

Curtis Harrington
- Peter Mark Richman (Andrew Laird)
- Jon Cypher (Dirk Maurier)
- Richard Yniguez (Ernesto Pinero)
- Betty Harford (Hilda Gunnerson)
- Sally Kemp (Marcia)
- Janet Brandt (Mrs. Gordon)
- Virginia Hawkins (Jeannette Robins)
- Paul Keenan (Tony Driscoll)

### Épisode 14:Lancelot
- États-Unis : 11 janvier 1984
- Québec : 6 octobre 1986

Irving J. Moore
- Jon Cypher (Dirk Maurier)
- Don Eitner (Dr Richard Winfield)
- Bert Remsen (Jack Crager)
- William Beckley (Gerard)
- Sally Kemp (Marcia)
- Virginia Hawkins (Jeannette Robins)
- Paul Keenan (Tony Driscoll)

### Épisode 15:Le Grand Amour
- États-Unis : 18 janvier 1984
- Québec : 13 octobre 1986

Georg Stanford Brown
- Jon Cypher (Dirk Maurier)
- Peter White (Bill Rockwell)
- Bert Kramer (Détective Harrison)
- Don Eitner (Dr Richard Winfield)
- John McLiam (Oscar Stone)
- Bert Remsen (Jack Crager)
- Paul Keenan (Tony Driscoll)

### Épisode 16:Une fille si petite
- États-Unis : 1er février 1984
- Québec : 20 octobre 1986

Irving J. Moore
- Paul Burke (Neal McVane)
- Bert Kramer (Détective Harrison)
- Don Eitner (Dr Richard Winfield)
- Bert Remsen (Jack Crager)
- William Beckley (Gerard)

### Épisode 17:Cela devait arriver
- États-Unis : 22 février 1984
- Québec : 27 octobre 1986

Jerome Courtland
- Jon Cypher (Dirk Maurier)
- Chip Lucia (Jeremy Thatcher)
- Bert Remsen (Jack Crager)
- Sally Kemp (Marcia)
- William Beckley (Gerard)
- Paul Keenan (Tony Driscoll)

### Épisode 18:Service de sécurité
- États-Unis : 29 février 1984
- Québec : 17 novembre 1986

Philip Leacock
- Paul Burke (Neal McVane)
- Lawrence Pressman (Eric Grayson)
- Diana Douglas (Mme Blaisdel)
- Robert Hooks (Dr Walcott)
- Jon Cypher (Dirk Maurier)

### Épisode 19:Progression
- États-Unis : 7 mars 1984
- Québec : 24 novembre 1986

Irving J. Moore
- Hank Brandt (Morgan Hess)
- Robert Hooks (Dr Walcott)
- William Beckley (Gerard)
- Betty Harford (Hilda Gunnerson)
- Sally Kemp (Marcia)
- Gerald Berns (Kevin)
- Virginia Hawkins (Jeannette Robins)

### Épisode 20:La Voix (1repartie)
- États-Unis : 14 mars 1984
- Québec : 1er décembre 1986

Georg Stanford Brown
- Gary Wood (Pat Dunne)
- Gerald Castillo (Capitaine Cordillo)
- John Saxon (Rashid Ahmed)
- William Beckley (Gerard)

### Épisode 21:La Voix (2epartie)
- États-Unis : 21 mars 1984
- Québec : 8 décembre 1986

Jerome Courtland
- Peter Mark Richman (Andrew Laird)
- Natalie Core (la femme du cimetière)
- John Saxon (Rashid Ahmed)
- Lawrence Pressman (Eric Grayson)
- Sally Kemp (Marcia)
- Rance Howard (Gifford)

### Épisode 22:La Voix (3epartie)
- États-Unis : 28 mars 1984
- Québec : 8 décembre 1986

Irving J. Moore
- Hari Rhodes (un policier)
- Norman Alden (l'armurier)
- Diana Douglas (Mme Blaisdel)
- Hank Brandt (Morgan Hess)
- John Saxon (Rashid Ahmed)
- James Sutorius (Gordon Wales)
- Sally Kemp (Marcia)
- William Beckley (Gerard)

### Épisode 23:La Grande Fête
Pour les articles homonymes, voir Birthday.
- États-Unis : 4 avril 1984
- Québec : 15 décembre 1986

Kim Friedman
- Hank Brandt (Morgan Hess)
- Gregory Walcott (l'instructeur de tir)
- Robert Hook (Dr Walcott)
- William Beckley (Gerard)
- Virginia Hawkins (Jeannette Robins)

### Épisode 24:L'Heure des comptes
- États-Unis : 11 avril 1984
- Québec : 22 décembre 1986

Jerome Courtland
- Paul Burke (Neal McVane)
- Peter Kwong (Mr. Lin)
- Alex Henteloff (Ed Linden)
- Christopher Cary (Earl Cunningham)
- James Sutorius (Gordon Wales)
- Bonnie Keith (l'employée de banque)
- Jenny Sherman (une jeune femme)

### Épisode 25:Une deuxième chance
- États-Unis : 25 avril 1984
- Québec : 29 décembre 1986

Irving J. Moore
- Paul Burke (Neal McVane)
- Hari Rhodes (Taylor)
- James Karen (Avril Dawson)
- Jonathan Goldsmith (Sergent Cooper)
- Virginia Hawkins (Jeannette Robins)
- Janet Brandt (Mrs. Gordon)
- William Beckley (Gerard)

### Épisode 26:L'Inconnue dans la ville
- États-Unis : 2 mai 1984
- Québec : 5 janvier 1987

Jerome Courtland
- Peter Mark Richman (Andrew Laird)
- Jonathan Goldsmith (Sergent Cooper)
- Alex Henteloff (Ed Linden)
- Philip Coccioletti (Owen Bancroft)
- Gail Landry (la couturière)
- Janet Brandt (Mrs Gordon)
- Paul Kennan (Tony Driscoll)

Il s'agit de la première apparition de Diahann Carroll dans le rôle de Dominique Deveraux, demi-sœur de Blake. C'est aussi le dernier épisode dans lequel apparait Deborah Adair.

### Épisode 27:Une erreur judiciaire
- États-Unis : 9 mai 1984
- Québec : 12 janvier 1987

Irving J. Moore
- Hank Brandt (Morgan Hess)
- Jonathan Goldsmith (Sergent Cooper)
- Janet Brandt (Mrs. Gordon)
- William Beckley (Gerard)
- Sally Kemp (Marcia)
- Betty Harford (Hilda Gunnerson)
- Sandy Freeman (l'esthéticienne)